# العصر النبوي
العصر النبوي أو الحقبة النبوية مصطلح يشير إلى حقبة تاريخية من تاريخ الإسلام ضمن صدر الإسلام تتمثل في الأحداث التاريخية المتعلقة بنشأة الإسلام والدولة الإسلامية الأولى في الفترة الواقعة بين بعثة محمد بن عبد الله رسول الإسلام ووفاته (610–632).

## البعثة ونشأة الإسلام

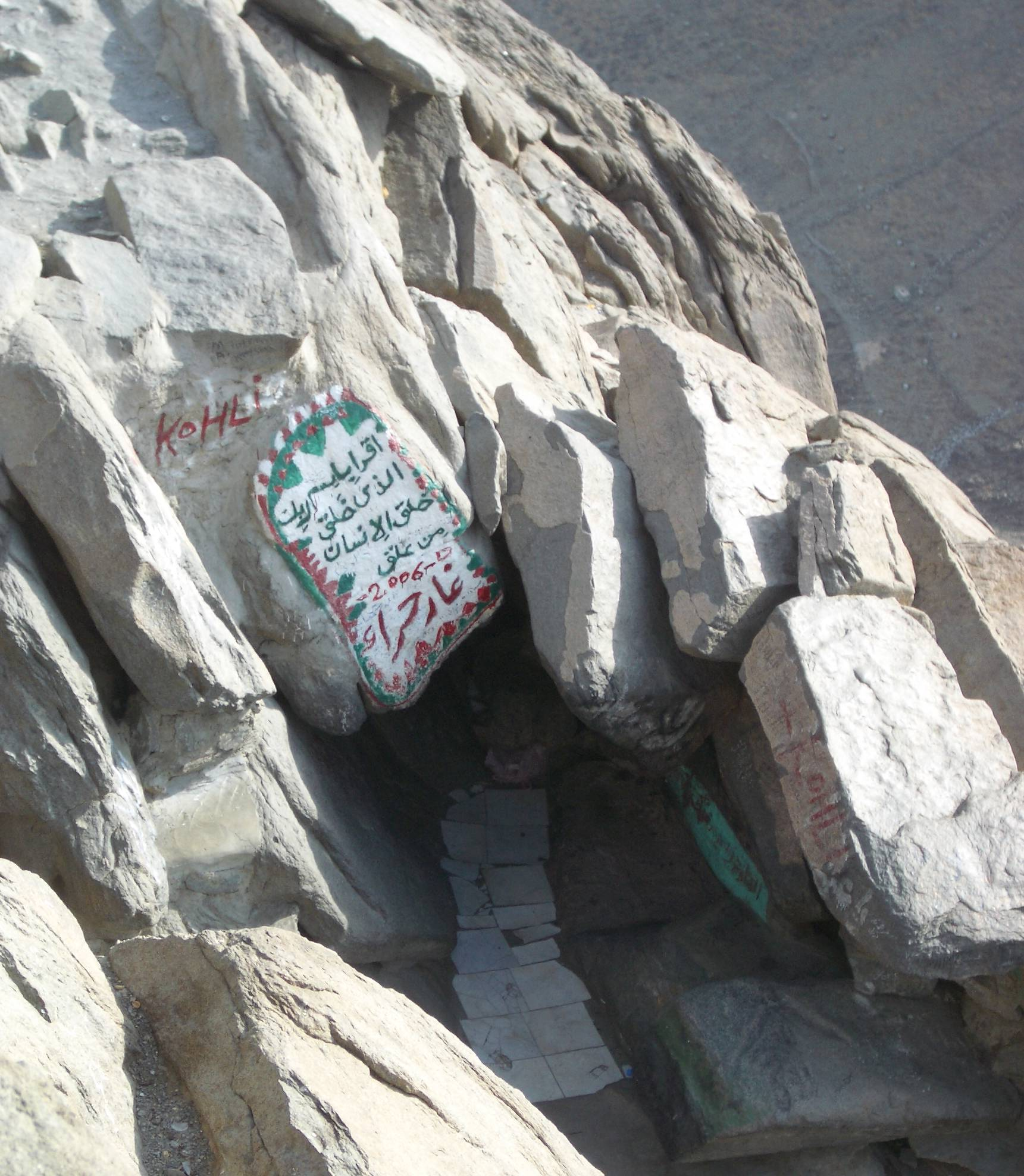
غار حراء، حيث يؤمن المسلمون أن الوحي الإلهي نزل على محمد هناك.

نشأ الدين الإسلامي على يد محمّد بن عبد الله بن عبد المطلب من بني هاشم، أحد فروع قبيلة قريش العربية العريقة. كان محمد، وفقًا للمصادر الإسلامية، حنيفيًا قبل الإسلام يعبد الله على ملة إبراهيم ويرفض عبادة الأوثان والممارسات الوثنية. وكان يذهب إلى غار حراء في جبل النور على بعد نحو ميلين من مكة فيأخذ معه السويق والماء فيقيم فيه شهر رمضان، وكان يختلي فيه ويقضي وقته في التفكر والتأمل. يؤمن المسلمون أن الوحي نزل لأول مرّة على محمد وهو في غار حراء، حيث جاءه الملاك جبريل، فقال: «اقرأ»، قال: «ما أنا بقارئ» - أي لا أعرف القراءة، قال: «فأخذني فغطَّني حتى بلغ مني الجهد، ثم أرسلني» فقال: «اقرأ»، قلت: «ما أنا بقارئ»، قال: «فأخذني فغطَّني الثانية حتى بلغ مني الجهد، ثم أرسلني» فقال: «اقرأ»، فقلت: «ما أنا بقارئ، فأخذني فغطَّني الثالثة، ثـم أرسلني»، فقال: ﴿اقْرَأْ بِاسْمِ رَبِّكَ الَّذِي خَلَقَ ۝١ خَلَقَ الْإِنْسَانَ مِنْ عَلَقٍ ۝٢ اقْرَأْ وَرَبُّكَ الْأَكْرَمُ ۝٣ الَّذِي عَلَّمَ بِالْقَلَمِ ۝٤ عَلَّمَ الْإِنْسَانَ مَا لَمْ يَعْلَمْ ۝٥﴾ [العلق:1–5]، فأدرك محمد أن عليه أن يعيد وراء جبريل هذه الكلمات، ورجع بها يرجف فؤاده، فدخل على زوجته خديجة بنت خويلد، فقال: «زَمِّلُونى زملوني»، فزملوه حتى ذهب عنه الروع، ثم أخبر زوجته بما حصل معه، فانطلقت به إلى ابن عمها ورقة بن نوفل وكان حبرًا مسيحيًا يكتب الكتاب العبراني، فيكتب من الإنجيل بالعبرانية، وكان شيخًا كبيرًا فأخبره خبر ما رأى، فقال له ورقة: «هذا الناموس الذي أنزله الله على موسى». ويؤمن المسلمون أن جبريل آتى محمدًا مرة أخرى جالسًا على كرسي بين السماء الأرض[ ؟ ]، ففر منه رعبًا حتى هوى إلى الأرض، فذهب إلى زوجه خديجة فقال: «دثروني، دثروني، وصبوا علي ماءً باردًا»، فنزلت سورة المدثر: ﴿يَا أَيُّهَا الْمُدَّثِّرُ ۝١ قُمْ فَأَنْذِرْ ۝٢ وَرَبَّكَ فَكَبِّرْ ۝٣ وَثِيَابَكَ فَطَهِّرْ ۝٤ وَالرُّجْزَ فَاهْجُرْ ۝٥﴾ [المدثر:1–5]، وهذه الآيات هي بداية رسالته ثم بدأ الوحي ينزل ويتتابع لمدة ثلاثة وعشرين عاماً حتى وفاته. أعلن محمد رسالته إلى أسرته سرًا، فكان ممن سبق إلى الإسلام زوجته خديجة بنت خويلد، وابن عمه علي بن أبي طالب، وصديقه المقرّب أبو بكر، وأخذ محمد يدعو إلى ترك عبادة الأصنام وعبادة إله واحد لا شريك له والإيمان بالآخرة، ولكنه ما كاد يجهر بالدعوة حتى سخرت منه قبيلته قريش، وآذته أشد الإيذاء، وعذّبت أتباعه من المستضعفين، فأخبرهم محمد أن الله أذن لهم بالهجرة إلى الحبشة، فخرج قرابة 80 منهم وضموا عثمان بن عفان ومعه زوجته رقية بنت محمد، وأبو حاطب بن عمرو وجعفر بن أبي طالب. فأمّن نجاشي الحبشة «أصحمة بن أبحر» المسلمين على أرواحهم وأعطاهم حرية البقاء في بلاده، فبقي منهم من بقي في شتى أنحاء القرن الإفريقي عاملاً على نشر الدين الإسلامي هناك.

## الهجرة ودولة المدينة
زاد في حرج موقف النبي محمد وأتباعه في مكة وفاة عمّه أبي طالب ووفاة زوجته خديجة، فخسر بفقدهما مساعدين قويين، وهكذا اشتد اضطهاد قريش للمسلمين من أتباع محمد، الذين كانوا يتحملون الاضطهاد صابرين، عندئذ لم يجد النبي بدًا من أن يأمر المسلمين بالهجرة سرًا من مكة إلى مدينة يثرب، وكان نحوٌ من سبعين رجلاً من أهلها قد آمنوا برسالته في إحدى زياراتهم لمكة. وما لبث محمد أن لحق بأتباعه إلى يثرب يرافقه أبو بكر، وعندما وصلها قابله أهلها بتحية النبوّة وسُميت «المدينة المنورة». وأخذ عدد المسلمين يتكاثر شيءًا فشيئًا، إلى أن استطاعوا أن يواجهوا أهل مكة في ساحات المعارك، فكانت غزوة بدر بتاريخ 17 مارس سنة 624م، الموافق في 17 رمضان سنة اثنتين للهجرة. وانتصر جيش المسلمين وقُتِل من المشركين حوالي 70 قتيلا منهم أبو جهل عمرو بن هشام المخزومي سيد قريش، في حين قتل من المسلمين ما لا يتجاوز أربعة عشر شخصًا. ذلك بالرغم من التفوق العددي لجيش مكة. كما تم أسر 70 فردًا من قوات جيش مكة، وأُطلق سراح الكثير منهم لاحقًا مقابل فدية. وقد أثارت الهزيمة أهل مكة فجمعوا جموعهم في العام التالي، والتقوا بالمسلمين عند جبل أحد وكرّوا عليهم وهزموهم. قُتل عدد كبير من المسلمين في هذه المعركة من ضمنهم حمزة بن عبد المطلب عم محمد الذي يلقبه المسلمون السنّة «سيد الشهداء». وبعد معركة أحد أقدم أبو سفيان على حشد جيش كبير، وتوجه به نحو المدينة المنورة قاصدًا احتلالها. أعد محمد كذلك جيشًا كبيرًا لمواجهة الغزو، واستخدم أسلوبًا جديدًا لم يكن معروفًا في شبه جزيرة العرب في ذلك الحين، حيث أخذ بمشورة سلمان الفارسي وقام بحفر خندق حول المدينة وأضرم فيه النيران. حينما وصل تحالف العرب إلى المدينة يوم 31 مارس سنة 627م فوجئوا بالخندق فقرروا محاصرة المدينة. استمر الحصار لمدة أسبوعين، بعدها قرر المحاصرون العودة إلى ديارهم. وفي العام التالي أبرم محمد معاهدة سلام مع المكيين عُرفت بصلح الحديبية، واتفقوا أن تسري مفاعيلها طيلة عشر سنوات.
توّجه المسلمون إلى خيبر بعد أن أراحوا بالهم من جهة المكيين، وكانوا ألف وست مئة مقاتل، في مطلع ربيع الأول من العام السابع الهجري، وأحاط محمد تحركه بسرية كاملة لمفاجأة اليهود. فوصل منطقة تدعى الرجيع تفصل بين خيبر وغطفان وفي الظلام حاصر المسلمون حصون خيبر واتخذوا مواقعهم بين أشجار النخيل. وفي الصباح بدأت المعارك، حتى سقطت آخر حصونهم على يد سرية بقيادة علي بن أبي طالب. فاتفق معهم محمد على أن يعطوه نصف محصولهم كل عام على أن يبقيهم في أراضيهم. كما بعث محمد في تلك السنة رسائل إلى العديد من حكام الدول المجاورة، داعيًا إياهم إلى اعتناق الإسلام. فأرسل رسله إلى هرقل إمبراطور الإمبراطورية البيزنطية، وكسرى[ ؟ ] شاه فارس[ ؟ ]، والمقوقس عامل الروم في مصر، وبعض البلدان الأخرى. وفي السنوات التي أعقبت صلح الحديبية، أرسل محمد قواته إلى الشمال فالتقوا مع القوات البيزنطية في غزوة مؤتة، لكنهم انهزموا بسبب الفارق العددي الكبير.

## فتح مكة
بعد مضيّ ثماني سنوات على هجرة النبي محمد من مكة، استطاع أن يعود إليها فاتحًا دون قتال، وأعلن عفوًا عامًا عن كل أهل مكة، باستثناء عشرة منهم ممن قاموا بنظم الشعر لهجائه،[هل المصدر موثوق به؟] فسارع أهلها إلى الانضواء تحت لوائه واعتناق الإسلام دينًا، ثم أقدم على تدمير جميع تماثيل الآلهة العربية بداخل الكعبة وحولها. وأمر بلال بن رباح الحبشي، أحد الصحابة وأول مؤذن في الإسلام، أن يصعد الكعبة ويؤذن بالصلاة.
وعاش النبي محمد سنتين بعد فتح مكة، وفي السنة العاشرة للهجرة خرج للحج في أكثر من مائة ألف من المسلمين. وعند جبل عرفات ألقى عليهم خطبته التي تعتبر دستور الإسلام، فقد بيّن فيها أسس الإسلام ومبادئه، ونادى بالمساواة بين الناس، لا فرق في ذلك بين العبد الحبشي والشريف القرشي، وقرأ عليهم آخر ما نزل من القرآن: ﴿الْيَوْمَ أَكْمَلْتُ لَكُمْ دِينَكُمْ وَأَتْمَمْتُ عَلَيْكُمْ نِعْمَتِي وَرَضِيتُ لَكُمُ الإِسْلاَمَ دِينًا﴾ ولم يمض على حجة الوداع ثلاثة أشهر حتى مرض النبي محمد بالحمّى، فلمّا رأى الأنصار اشتداد المرض عليه أحاطوا بالمسجد، فخرج متوكئًا على علي والعبّاس والفضل أمامهما، فجلس في أسفل مرقاه من المنبر وقال للناس أنه ملاق ربه لا محال، فلم يسبق لنبي قبله أن خلد في قومه حتى يخلد فيهم، وبعد أن أوصى المسلمين بالمهاجرين والأنصار خيرًا، توفي النبي محمد يوم 8 يونيو سنة 632م، الموافق في 12 ربيع الأول سنة 11 هـ، وهو في الثالثة والستين من عمره، ودُفن ببيت زوجته عائشة بجانب المسجد النبوي، وفي هذا الوقت كان الإسلام قد انتشر في شبه الجزيرة العربية بالكامل.